# 김병권 (잠수의사)

김병권(金秉權, 1981년 1월 8일 ~ )은 대한민국의 의사, 대학교수이다. 또한 드물게 잠수의학을 전공한 잠수의사이다. 그는 응급센터로드맵, 챔버운영, 잠수의학, 잠수의학:묻고 답하기 등의 의학 전문서적을 집필한 학술저자이기도 하다. 그는 연세대학교를 졸업하고 삼성의료원에서 응급의학과 전문의를 취득하였다. 2015년 부산의료원 응급실장으로 재직 당시 고려의학에서 응급센터로드맵을 출판하였다. 재직 당시 메르스사태가 터졌으며, 부산광역시 메르스 감염관리 대책위원을 역임하였다. 이후 서귀포의료원 고압산소센터장을 맡고 있으며, 제주한라대학교 보건학부에 겸임교수로 출강하고 있다.

## 집필서적
- 응급센터로드맵
  - 2015.07.10 197 page ISBN 9788970439389
- 챔버운영
  - 2019.05.21 115 page ISBN 9791196703417
- 잠수의학
  - 2020.01.08 780 page ISBN 9791196703431
- 잠수의학 묻고 답하기
  - 2020.02.01 112 page ISBN 9791196703479

## 언론노출
가짜 메르스 환자 사건 KNN, 그것이 알고 싶다:부산 여교사 살인 사건SBS , 고깃집 일산화탄소 집단 중독 사건 KBS등에서 얼굴이 노출되었다.
1. ↑  김병권 (2015.07.10). 《응급센터로드맵》. 고려의학. ISBN 9788970439389.
2. ↑  “네이버 인물정보”. 《naver.com》. 2021년 2월 4일에 확인함.
3. ↑  “경력”. 《서귀포의료원》. 2021년 2월 4일에 확인함.[깨진 링크(과거 내용 찾기)]